# Giacomo Favretto
 Giacomo Favretto, né le 11 août 1849 à Venise – mort le 12 juin 1887  dans la même ville, est un dessinateur et peintre italien.

## Biographie
En 1864, il abandonne l’atelier de menuiserie de son père pour suivre des cours à l'Académie des Beaux-Arts de Venise , où sont mises en lumière ses qualités innées, mises en évidence dans une de ses œuvres majeures, La Leçon d’anatomie (1873).
En 1878, il se rend à Paris avec Guglielmo Ciardi. Ce voyage joue un rôle dans l’évolution de son art, sur sa technique comme sur ses sujets (scènes d’intimité familiale, acteurs en costume siècle). Connaissant le succès, il devient internationalement connu par son vérisme inspiré par la photographie.
En 1880, son tableau Vandalisme est récompensé par le prix Prince Umberto à Brera, où il est exposé et toujours actuellement conservé. Cette même année, il présente à l'Exposition Nationale des Beaux-Arts de Turin des œuvres inspirées de la vie folklorique de Venise et des scènes en costume du XVIIIe siècle.
Dans ces œuvres, il se convertit à une animation réaliste, un colorisme contrôlé, une grande inventivité et une délicatesse de tons.
Au cours de ses dernières années, ses œuvres acquièrent une luminosité et une structure de plus en plus naturaliste.
Il meurt en 1887, pendant l’Exposition nationale artistique tenue à Venise, où il présente Le Liston.

## Œuvre
- Portrait de la famille Guidini, 1873, huile sur toile, 139 × 95 cm, Ca' Pesaro, Venise[1]
- La Promenade sur la Piazzetta, 1884, huile sur toile, 74 × 126 cm, Ca' Pesaro, Venise[1]
- Une Dame vénitienne du XVIIIe siècle, 1887, huile sur toile, 97 × 63 cm, Ca' Pesaro, Venise[1]

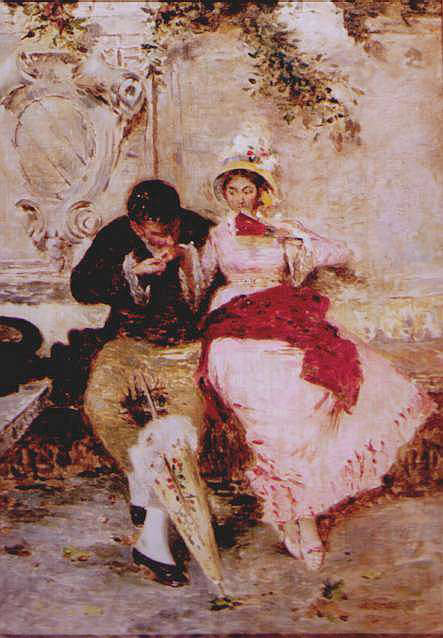
Idylle (1868) - Musée national portugais des Beaux-Arts
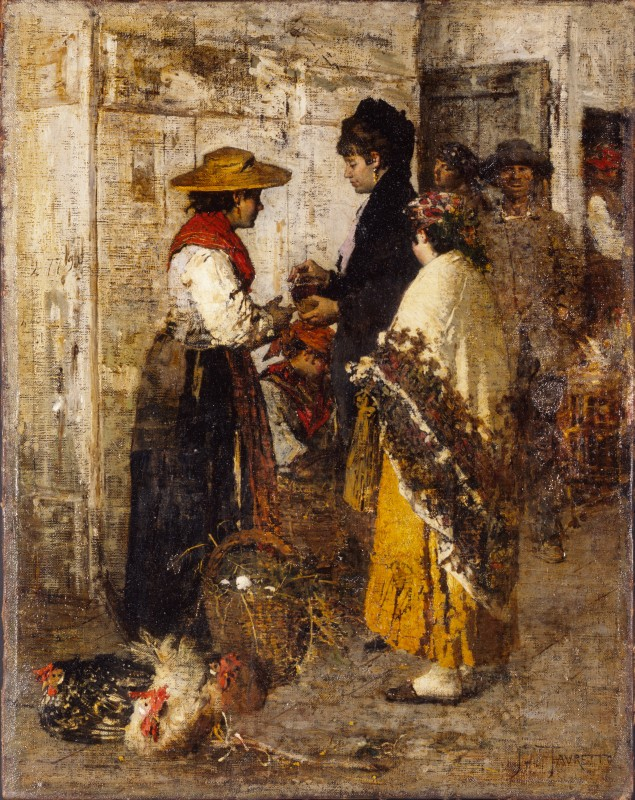
La Vollaillère (1880) - Collections artistiques de la Fondation Cariplo
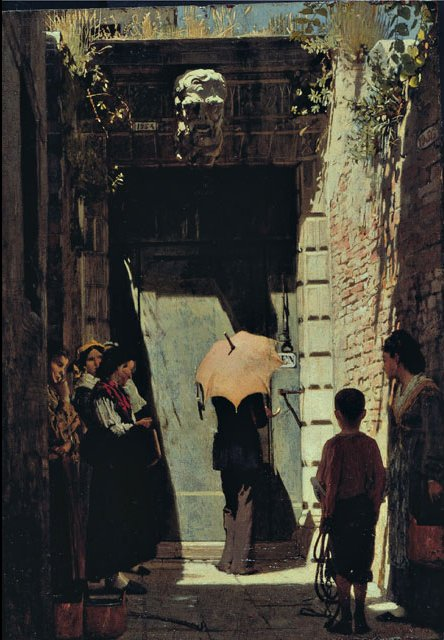
Entrée d’une maison patricienne à Venise (1874) - Collections artistiques de la Fondation Cariplo
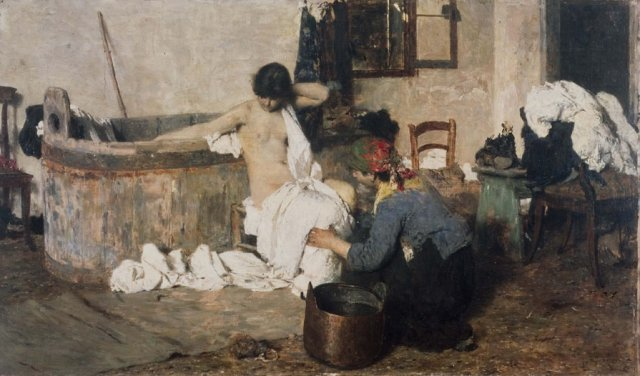
Après le bain (1884) - Galerie nationale d'art moderne et contemporain